# 대표 없는 국가 민족 기구

기구기

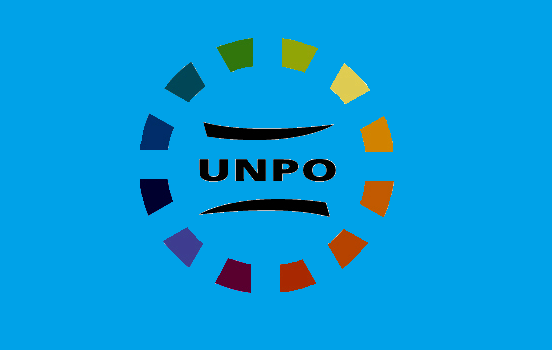
또다른 기구기

기구 로고

대표 없는 국가와 인민의 기구(Unrepresented Nations and Peoples Organization, UNPO) 또는 대표되지 않은 민족과 인민의 기구는 세계의 대표되지 않는 약소민족들과 사람들을 위해 독립을 요구하는 자들을 대변하는 국제 기구이다.
1991년 2월 11일 네덜란드 헤이그에서 설립되었다.
이 기구에 속하는 국가 및 국민들의 종류로는 원주민, 소수민족, 미승인 국가, 마이크로네이션, 속령, 자치령, 제노사이드, 속국, 무국적자, 망명정부, 분단국가, 난민, 지방, 민족차별 피해, 다른 나라에 점령당한 국가를 자칭하는 정치 단체·정부 등이 있다.
대표 없는 국가 민족 기구는 2024년 내내 회원과 활동가를 돕기 위한 여러 교육 세션을 실시했다. 세션에는 제네바의 아시아 태평양 회원을 위한 대면 교육, 온라인 사이버 보안 교육, 스톡홀름의 발루치인 커뮤니티를 위한 대면 사이버 보안 교육, 유럽 평의회가 지원하는 청소년 학습 세션이 포함되어 소외된 지역 사회 내의 옹호를 위해 필요한 기술 습득 및 향상의 중요성을 강조했다.

## 회원
| 회원                 | 가입날짜         | 대표                                                                        |
| -------------------- | ---------------- | --------------------------------------------------------------------------- |
| 압하지야             | 1991년 8월 6일   | 압하지야 공화국 외무부                                                      |
| 아체                 | 1991년 2월 11일  | 아체-수마트라 민족해방전선                                                  |
| 아프리카너           | 2008년 5월 15일  | 자유전선 플러스                                                             |
| 후제스탄주 아랍인    | 2003년 11월 14일 | 아와즈민주연대당                                                            |
| 아시리아인           | 1991년 8월 6일   | 아시리아 만국동맹                                                           |
| 발루치스탄           | 2008년 3월 1일   | 발루치스탄 국민당                                                           |
| 바로셀랜드           | 2013년 11월 23일 | 바로세 국가자유동맹                                                         |
| 이켈란인             | 2017년 6월 6일   | 이켈란문화보존말리협회                                                      |
| 비아프라             | 2020년 7월 31일  | 비아프라 독립운동                                                           |
| 브르타뉴             | 2015년 6월 8일   | 켈츠 안 다엘                                                                |
| 카탈루냐인           | 2018년 12월 14일 | 카탈루냐 국가연합                                                           |
| 치타공 구릉지대      | 1991년 8월 6일   | 치타공구릉지대연합인민당                                                    |
| 크림 타타르인        | 1991년 2월 11일  | 크림 타타르인 협의회                                                        |
| 컬럼비아 특구        | 2015년 12월 4일  |                                                                             |
| 동튀르키스탄         | 1991년 2월 11일  | 세계 위구르 회의                                                            |
| 길기트발티스탄       | 2008년 9월 20일  | Gilgit Baltistan Democratic Alliance                                        |
| 괌                   | 2020년 7월 31일  | Government of Guam                                                          |
| 하라틴               | 2011년 9월 18일  | Initiative de Résurgence du Mouvement Abolitionniste en Mauritanie          |
| 몽족                 | 2007년 2월 2일   | Congress of World Hmong People                                              |
| 이란 쿠르드족        | 2007년 2월 2일   | Democratic Party of Iranian Kurdistan and Komala Party of Iranian Kurdistan |
| 카빌리아             | 2017년 6월 6일   | MAK-Anavad                                                                  |
| 크메르 크롬          | 2001년 7월 15일  | Khmers Kampuchea-Krom Federation                                            |
| 레즈기인             | 2012년 7월 7일   | Federal Lezgian National and Cultural Autonomy                              |
| 나갈랜드             | 1993년 1월 23일  | National Socialist Council of Nagalim                                       |
| 오가덴               | 2010년 2월 6일   | Ogaden National Liberation Front                                            |
| 오고니족             | 1993년 1월 19일  | Movement for the Survival of the Ogoni People                               |
| 오로모인             | 2004년 12월 19일 | Oromo Liberation Front                                                      |
| 바스터               | 2007년 2월 2일   | Captains Council                                                            |
| 사부아               | 2014년 7월 15일  | Provisional Government of the State of Savoy                                |
| 신드                 | 2002년 1월 19일  | World Sindhi Congress                                                       |
| 소말릴란드           | 2004년 12월 19일 | Government of Somaliland                                                    |
| 남말루쿠 공화국      | 1991년 8월 6일   | Republic of South Moluccas                                                  |
| 이란령 아제르바이잔  | 2007년 2월 2일   | South Azerbaijan Democratic Party                                           |
| 내몽골               | 2007년 2월 2일   | Southern Mongolian Human Rights Information Center                          |
| 술루                 | 2015년 1월 5일   | Sulu Foundation of Nine Ethnic Tribes                                       |
| 중화민국             | 1991년 2월 11일  | Taiwan Foundation for Democracy                                             |
| 티베트               | 1991년 2월 11일  | Central Tibetan Administration                                              |
| 시스탄오발루체스탄주 | 2005년 6월 26일  | Balochistan People's Party                                                  |
| 서토골랜드           | 2017년           | Homeland Study Group Foundation                                             |
| 서뉴기니             | 1991년 2월 11일  | Free Papua Movement                                                         |
| 요루바족             | 2020년 7월 31일  | Yoruba World Congress                                                       |
| 잠베지아             | 2020년 7월 31일  | Movement for the Survival of the River Races of Zambesia                    |

## 같이 보기
- 마이크로네이션
- 나라 없는 민족